# Tropidophis jamaicensis
Espèce
Synonymes
- Tropidophis haetianus jamaicensis Stull, 1928

Statut CITES
Tropidophis jamaicensis est une espèce de serpents de la famille des Tropidophiidae.

## Répartition
Cette espèce est endémique de Jamaïque.

## Description
C'est un serpent vivipare.

## Étymologie
Son nom d'espèce, composé de jamaic et du suffixe latin -ensis, « qui vit dans, qui habite », lui a été donné en référence au lieu de sa découverte, la Jamaïque.

## Publication originale
- Stull, 1928 : A revision of the genus Tropidophis. Occasional Papers, Museum of Zoology, University of Michigan, no 195, p. 1-49 (texte intégral).